# Saltacjonizm
Saltacjonizm – koncepcja w biologii ewolucyjnej zakładająca, że zmiany mutacyjne genów prowadzą do skokowych zmian fenotypowych, wykształcania się nowych planów budowy nawet z pokolenia na pokolenie.
Z braku mechanizmów genetycznych ją wspierających wyparty obecnie przez alternatywne stanowiska gradualizmu i punktualizmu.
Saltacjonizmem była teoria makromutacyjna tzw. "obiecujących potworków" (ang. Hopeful Monsters) Richarda Goldschmidta, opublikowana w roku 1940.